# Anders Rönnlund (militär)
Bror Arvid Anders Rönnlund, född 20 april 1915 i Nederluleå församling i Norrbottens län, död 31 december 1968 i Järfälla församling i Stockholms län, var en svensk militär.

## Biografi
Rönnlund avlade officersexamen vid Krigsskolan 1941 och utnämndes samma år till officer vid Norrbottens regemente, där han befordrades till löjtnant 1943 och till kapten 1949. Efter tygofficerskurs 1950–1952 tjänstgjorde han som tygofficer vid Norrbottens regemente och från 1955 vid Västerbottens regemente. Han var tygofficer vid staben i II. militärområdet 1959–1963 och befordrades till major i Fälttygkåren 1960. Åren 1963–1968 tjänstgjorde han vid Armétygförvaltningen (1964 namnändrad till Arméförvaltningen): som chef för Materielredovisningssektionen i Tygförrådsbyrån 1963–1965 och som chef för Ammunitionsförrådsbyrån 1965–1968. Han befordrades till överstelöjtnant i Fälttygkåren 1965. Rönnlund var byråchef vid Försvarets materielverk från den 1 juli 1968 till sin död, från och med den 1 oktober som överste i Fälttygkåren.

## Utmärkelser
- Riddare av första klass av Svärdsorden, 1960.[14]